# International Drive
Der International Drive (auch I-Drive) ist eine 18,5 km lange Straße in Orlando, Florida. Sie verläuft von der Oak Ridge Road im Norden zum World Center Drive (SR 536) im Süden und ist die Hauptstraße des Tourismus der Stadt.

## Attraktionen
Am International Drive befinden sich das Orange County Convention Center, viele große Hotels, der unterdessen geschlossene Wet ’n Wild Wasserpark, thematisierte Restaurants, Bars und andere Touristenattraktionen. Außerdem befinden sich sowohl SeaWorld als auch das Universal Orlando Resort in unmittelbarer Umgebung.